# Constantin Enache (Skilangläufer)
Constantin Enache (* 4. Juli 1928 in Bușteni; † 23. Mai 2017) war ein rumänischer Skilangläufer.
Enache, der für den Dinamo Brașov startete, kam im Februar 1952 in Oslo bei seiner ersten Teilnahme an Olympischen Winterspielen auf den 39. Platz über 18 km und zusammen mit Moise Crăciun, Manole Aldescu und Dumitru Frățilă auf den zehnten Rang in der Staffel. Zwei Jahre später belegte er bei den Nordischen Skiweltmeisterschaften in Falun den 71. Platz über 15 km und den 14. Rang mit der Staffel. Letztmals international startete er bei den Olympischen Winterspielen 1956 in Cortina d’Ampezzo, wobei er den 40. Platz über 15 km und den 36. Platz über 30 km errang. Nach seiner sportlichen Karriere war er als Langlauftrainer bei ASA Brașov tätig.